# Synagoge (Münstermaifeld)

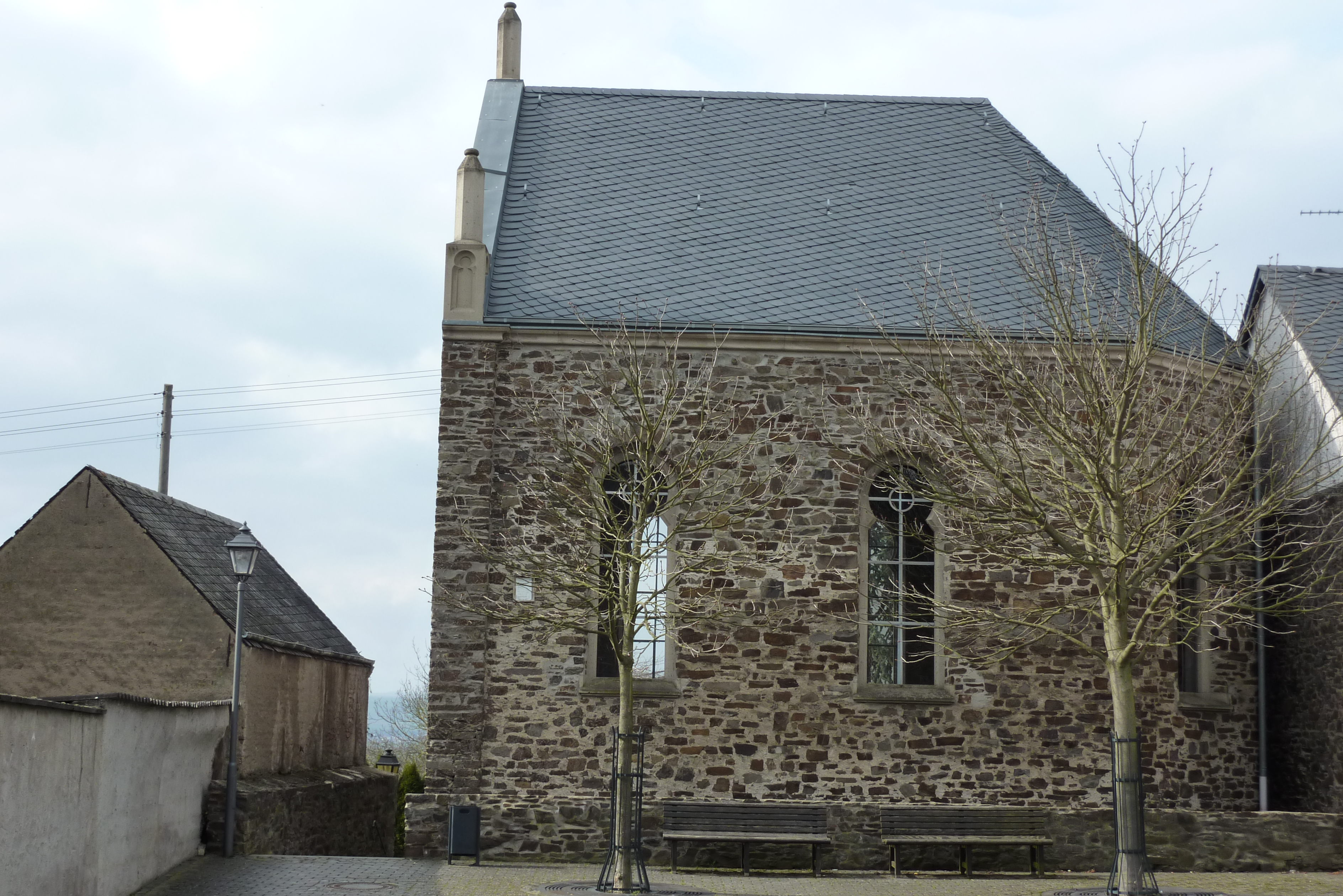
Synagoge Münstermaifeld

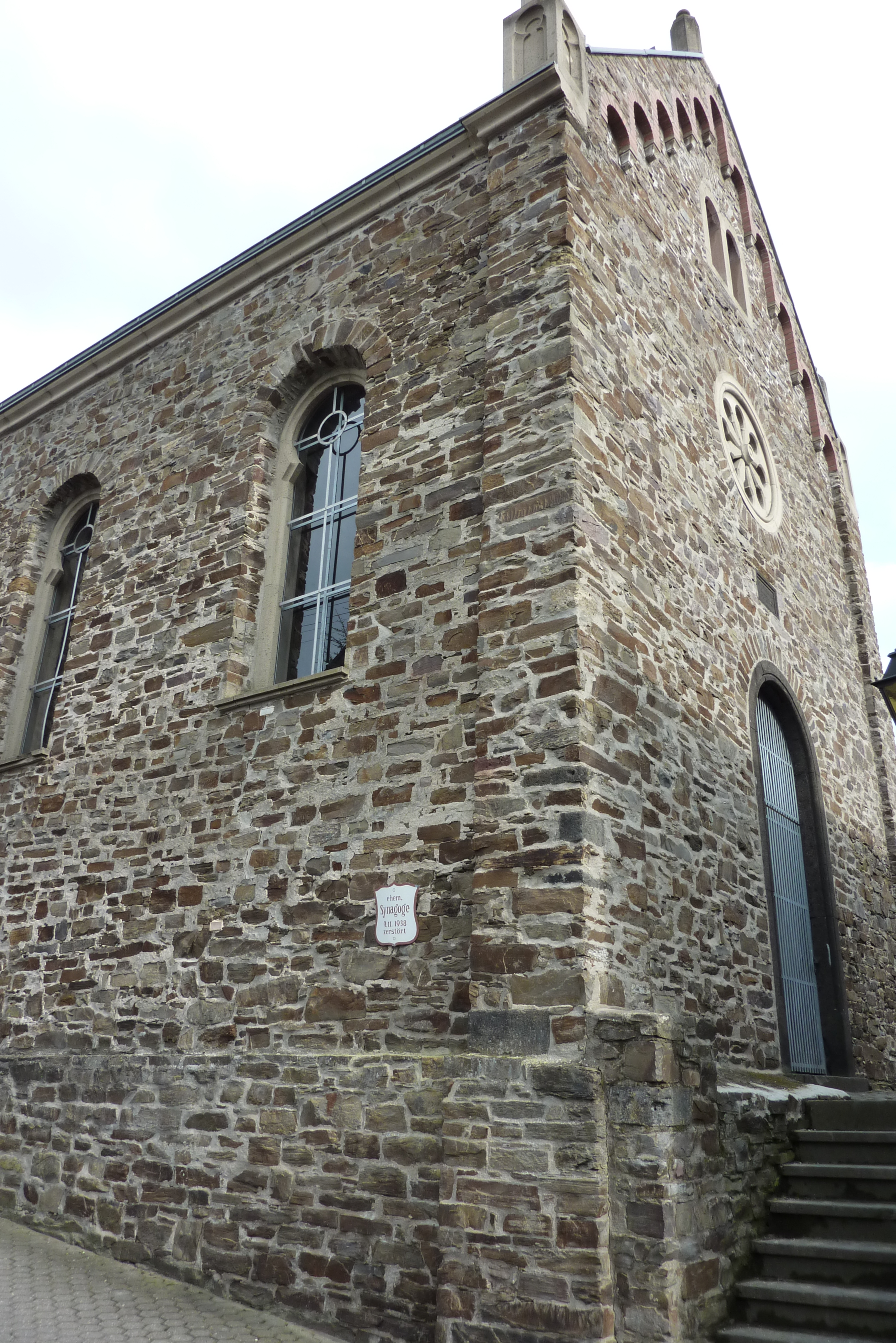
Synagoge Münstermaifeld von der Severusstraße

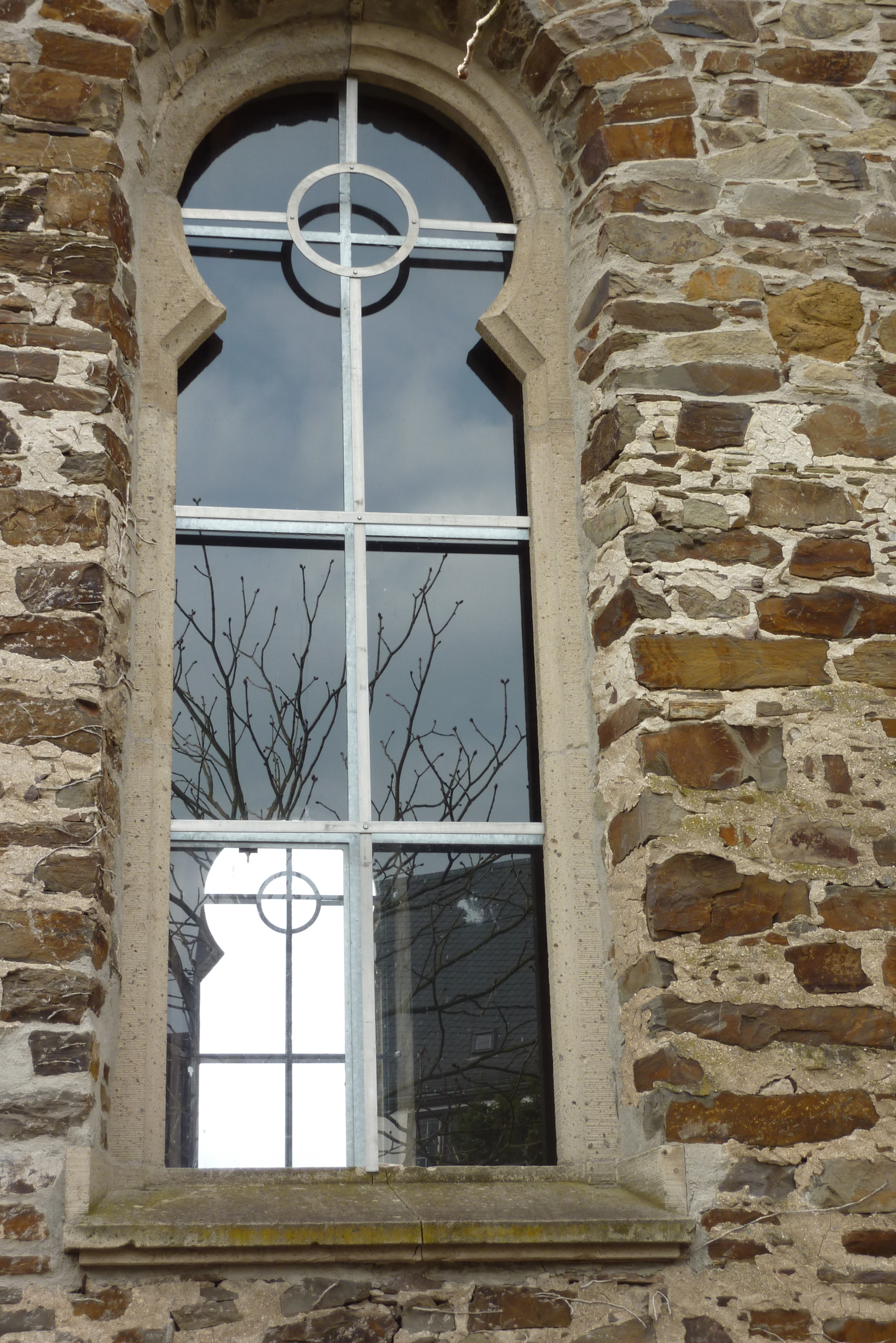
Hufeisenbogenfenster der Synagoge Münstermaifeld

Die Synagoge in Münstermaifeld, einer Stadt im Landkreis Mayen-Koblenz in Rheinland-Pfalz, wurde 1885/86 errichtet und während der Novemberpogrome 1938 verwüstet. Die ehemalige Synagoge in der Severusstraße ist seit 1986 ein schützenswertes Kulturdenkmal.

## Geschichte
Die jüdische Gemeinde Münstermaifeld besaß bereits im Mittelalter eine Synagoge, die 1429 als Judenschoille genannt wird. 1816 wird von einem Betsaal in einem Privathaus in der Brunnengasse berichtet, der nach 1694 eingerichtet worden war.
1885/86 erbaute die jüdische Gemeinde auf einem 127 m² großen Grundstück in der Severusstraße eine Synagoge, die in den 1920er Jahren renoviert wurde.

## Zeit des Nationalsozialismus
Beim Novemberpogrom 1938 wurde die Synagoge verwüstet und angezündet, Dachstuhl, Innenausstattung, Empore und die Ausmalung wurden zerstört. Die Ruine blieb dem Verfall preisgegeben stehen.

## Architektur
Der Bruchsteinbau erhebt sich auf einem niedrigen dem Straßenniveau folgenden Sockel und der Eingang ist über acht Stufen erreichbar. Die Portalfassade wird von Ecklisenen und einem Treppenfries gerahmt. Der Giebel wird von erneuerten fialenartigen Aufsätzen bekrönt. Zwischen dem rundbogigen Portal und der Rosette befindet sich eine Inschriftentafel und im Giebelfeld ist ein Zwillingsfenster.
Der Saalbau bekommt von je zwei Hufeisenbogenfenstern an den Traufseiten ausreichend Tageslicht. Der heute noch sichtbare Toraschrein an der gerundeten Ostwand wird von zwei Hufeisenbogenfenstern flankiert. Die Synagoge in Münstermaifeld besteht aus einer zeittypischen Mischung von Stilelementen der orientalisierenden und neoromanischen Architektur. Die Synagoge wurde höchstwahrscheinlich nach den Plänen von Hermann Nebel (1816–1893) gebaut.

## Heutige Nutzung
1986 wurde das bis heute im Besitz der Jüdischen Kultusgemeinde Koblenz befindliche Gebäude unter Denkmalschutz gestellt. Ab 1989 wurden Sicherungsmaßnahmen vorgenommen, d. h. die Mauerkrone, die Fenstergewände und die Windeisen wurden erneuert. Danach erfolgte der Aufbau des Daches nach historischem Vorbild. Weiterhin wurde eine Verglasung, eine Zwischenempore mit Treppe und ein Basaltfussboden in Zusammenarbeit mit dem Amt für Denkmalbehörde eingebaut. Am 16. Juni 2013 wurden die fast 15-jährigen Baumaßnahmen im Rahmen einer Feierstunde unter der Schirmherrschaft des ehemaligen Innenministers des Landes Rheinland-Pfalz, Herrn Karl-Peter Bruch beendet und somit eine würdige Erinnerungsstätte geschaffen.
Der im Dezember 1997 gegründete Förderverein Synagoge Münstermaifeld e. V. bemühte sich um den Wiederaufbau der Synagoge und veranstaltet jährlich am 9. November Gedenkgottesdienste zusammen mit den beiden christlichen Kirchen.